# بخش بنینگتون (شهرستان لیکینگ، اوهایو)
بخش بنینگتون (به انگلیسی: Bennington Township) یک منطقهٔ مسکونی در ایالات متحده آمریکا است که در شهرستان لیکینگ، اوهایو واقع شده‌است.
 بخش بنینگتون ۷۰٫۲۸ کیلومتر مربع مساحت و ۱٬۶۸۷ نفر جمعیت دارد و ۳۴۴ متر بالاتر از سطح دریا واقع شده‌است.